# Roman Pidkivka
Roman Jurijovyč Pidkivka (in ucraino Роман Юрійович Підківка?; Leopoli, 9 maggio 1995) è un calciatore ucraino, portiere dell'Ahrobiznes Voločys'k.